# Gerard Van Acker
Gerard Van Acker (1943) is een Belgisch voormalig bedrijfsleider en bestuurder. Hij was directeur-generaal van de investeringsmaatschappij Gimv van 1980 tot 2001.

## Levensloop
Gerard Van Acker is een neef van de socialistische premier Achiel Van Acker. Hij studeerde rechten en politieke en administratieve wetenschappen aan de Vrije Universiteit Brussel. Hij was achtereenvolgens docent en vorser aan deze universiteit en werkzaam bij de Centrale Raad voor het Bedrijfsleven en het Planbureau. In 1977 werd hij de politieke kabinetschef van vicepremier en minister van Economische Zaken Willy Claes (SP).

### Gimv
In 1980 werd Van Acker directeur-generaal van de pas opgerichte Gewestelijke Investeringsmaatschappij voor Vlaanderen (later Gimv). Onder het duo Van Acker en voorzitter Raynier van Outryve d'Ydewalle groeide deze holding uit tot een actieve investeringsmaatschappij die durfkapitaal verschafte aan diverse bedrijven.
In de jaren 1990 stond hij als Gimv-voorzitter mee aan de wieg van telecombedrijf Telenet. Eind jaren 1980 was hij lid van een werkgroep met de bedoeling de telecomsector in België te dynamiseren. Vervolgens werd hij voorzitter van een studiesyndicaat dat de fundamenten van het nieuwe bedrijf legde. Hij was ook een tijd voorzitter van Telenet.
Ook in de jaren 1990 kwam Van Acker niet ongeschonden uit het KS-schandaal. Hij werd veroordeeld voor schriftvervalsing in het KS/Superclub-proces in 2001, wat het einde van zijn carrière bij de Gimv betekende. Hij nam ontslag als directeur-generaal van de Gimv en legde ook zijn bestuursfuncties die hij namens de Gimv uitoefende neer, waaronder mandaten bij Barco en Lernout & Hauspie. Dirk Boogmans volgde hem later op als directeur-generaal.

### Latere carrière
Van 2002 tot 2003 was Van Acker voorzitter en gedelegeerd bestuurder van de Belgische Betonmaatschappij (BBM, later BESIX). Hij volgde er Paul De Meester op. Vervolgens werd hij bestuurder bij verschillende vennootschappen, waaronder Accent Jobs, BESIX, Bofort, Carestel, Kinepolis, Real Software, Sabena Technics, Seghers Better Technology, Groep P&V, Trust Capital, Essent België, imec en het Vlaams Instituut voor Biotechnologie. Hij was ook voorzitter van Language & Computing.
Van 2006 tot 2014 was hij voorzitter van vastgoedvennootschap Montea.